# Daniel Dennett
Daniel Dennett, né le 28 mars 1942 à Boston (Massachusetts) et mort le 19 avril 2024 à Portland (Maine), est un philosophe américain. 
Il enseigne la philosophie et dirige le centre d'études cognitives de l'université Tufts (Medford, Massachusetts). Il s'est spécialisé en philosophie de l'esprit et en philosophie des sciences et a largement contribué à la recherche fondamentale dans les sciences cognitives. Il est tout particulièrement reconnu pour son travail concernant les retombées de la théorie de l'évolution et son analyse critique de l'héritage du dualisme cartésien.

## Biographie
Daniel Clement Dennett est le fils d'un diplomate spécialiste d'histoire islamique et d'une éditrice-enseignante. Après avoir obtenu une licence de philosophie à Harvard en 1963, il décide d’approfondir ses études à Oxford, auprès du philosophe anglais Gilbert Ryle. C'est durant cette période que Dennett s'intéresse à la conscience dans une optique naturaliste et qu'il rédige sa première thèse sur le sujet (Content and Consciousness, 1969). En 1971, il rejoint l'université Tufts où il sera nommé professeur éminent d'« arts et de sciences ».
En 1996, Daniel Dennett travaille avec une équipe du MIT qui tente de construire un robot intelligent, voire conscient, baptisé Cog. Il continue également à écrire et publie ainsi, au cours de sa carrière, divers ouvrages qui développent ses thèses naturalistes sur la conscience.
Ami de Richard Dawkins, il déclare cependant dans The Atheism Tapes (BBC) ne pas partager son avis sur l'intérêt de lutter contre les religions, estimant que Dawkins « sous-estime le désarroi qui s'emparerait d'une grande partie de la population » si elle devait affronter l'existence sans ce secours. Il précise que cela ne remet pas en cause son athéisme personnel.

## Travaux philosophiques

### Une philosophie naturaliste
Dans le milieu des années 1970, en réponse au pessimisme épistémologique de philosophes tels que Thomas Nagel, Frank Jackson ou Joseph Levine, qui estiment que la conscience d'un individu n'est accessible qu'à l'individu qui en fait l'expérience, Dennett commença à esquisser les grandes lignes d'une approche empirique de la conscience. Son ambition était de réintégrer l'étude de l'esprit dans une perspective philosophique qui exclut toute référence à des entités  ou  propriétés non physiques et qui se situe dans le prolongement des sciences de la nature. Cette perspective, Daniel Dennett la qualifie lui-même de « naturaliste » :
« Ma perspective fondamentale est le naturalisme, l'idée que les investigations philosophiques ne sont pas supérieures, ni antérieures, aux investigations des sciences naturelles, mais recherchent la vérité en partenariat avec elles, les philosophes devant s'assigner la tâche de clarifier et d'unifier assez ces points de vue si souvent conflictuels pour les fondre dans une vision unique de l'Univers […] »
Pour Dennett, la philosophie ne doit pas se tenir à l'écart de notre implication dans le monde naturel et  une philosophie de l'esprit doit intégrer les données des sciences de la nature dans son explication de la conscience et des autres phénomènes mentaux. Il n'y a selon lui aucune raison de ne pas considérer la conscience et l'esprit comme des phénomènes naturels susceptibles de recevoir une explication scientifique.
Le naturalisme de Dennett s'oppose ainsi directement à l'idée que les philosophes peuvent découvrir de manière a priori les limites de la science. Il n'existe pas selon lui de point de vue privilégié comme l'introspection, ou de « philosophie première » comme l'épistémologie ou la métaphysique, d'où nous pourrions découvrir ou fixer les règles des sciences naturelles. Mais contrairement à nombre de ses confrères naturalistes, Dennett ne considère pas que nous devions toujours privilégier la science par rapport au sens commun.

### La réhabilitation de la «psychologie populaire»
À la suite de Wilfrid Sellars, certains philosophes naturalistes considèrent que l'essentiel de nos croyances communes à propos du mental constitue une sorte de « psychologie populaire » ou naïve (« folk psychology ») constituée sur la base de notions ordinaires comme les « douleurs », les « croyances », les « désirs », etc. Pour les partisans du matérialisme éliminativiste (Quine, Churchland, Stich notamment) cette forme de psychologie doit être abandonnée et remplacée par les connaissances que nous apportent les neurosciences et l'étude scientifique du comportement. Selon eux, cette psychologie populaire nous conduirait à croire en l'existence d'entités mentales qui, en réalité, n'existent pas plus que les dieux d'Homère, le phlogistique ou la force vitale qui servaient à tort de principes explicatifs à certains phénomènes mal compris dans le passé. Les entités mentales feraient partie de ces fictions mais joueraient encore aujourd'hui un rôle explicatif illégitime dans la compréhension du comportement des organismes vivants.
De son côté, Daniel Dennett prend au sérieux le discours du sens commun sur les états mentaux. Il soutient l'idée que l'essentiel de la psychologie populaire est vrai dans la mesure où elle a un véritable pouvoir prédictif concernant le comportement des agents rationnels, mais il nie que cette vérité soit une raison suffisante de croire à l'existence des entités supposées par cette psychologie. Pour Dennett, le vocabulaire que nous utilisons pour décrire la vie mentale participe d'une stratégie qui a évolué de sorte que nous puissions prévoir les comportements les plus significatifs des animaux et des hommes. Dans notre vie, nous sommes en effet capables de prévoir et d'expliquer ces comportements sans avoir une connaissance approfondie et détaillée de la réalité physique des agents. Dennett considère donc qu'il faut reconnaître la valeur du discours sur la vie mentale en tant que stratégie prédictive.
Bien que son ontologie soit clairement matérialiste, Dennett refuse d'adopter une position éliminativiste radicale visant à rendre caduque la psychologie populaire. En théorie, les sciences de la nature pourraient mettre à notre disposition une méthode de prédiction du comportement qui se passerait de cette psychologie. Mais en pratique, cela ne semble pas possible pour Dennett.

### Les stratégies de prédiction du comportement
Pour rendre compte notamment de la spécificité de la psychologie populaire, Dennett distingue trois types de stratégie prédictive qui correspondent aux trois niveaux de description et d'explication du comportement :
1. Le niveau physique (« physical stance »), qui est celui où se jouent les processus causaux qui expliquent tous les phénomènes ;
2. Le niveau fonctionnel (« design stance »), qui correspond au programme de fonctionnement d'une machine ou d'un organisme interprété comme une machine ;
3. Le niveau de l'intentionnalité (« intentional stance »), propre à l'interprétation du comportement des agents « rationnels » et qui correspond à la psychologie populaire.

Pour Dennett, une description ou une explication du comportement en termes d'intentionnalité nous permet de nous dispenser des niveaux de compréhension plus fins et plus complexes que sont les niveaux physique et fonctionnel. Si on adopte une « stratégie interprétative » (intentional stance) eu égard à un système – organisme ou machine – on traite le système en question comme un agent intentionnel ou rationnel, c'est-à-dire comme un être agissant en fonction de ses croyances et de ses désirs en vue de certaines fins. Étant donné la position du système dans son environnement et de ses intérêts (intérêt de survivre et de procréer notamment), on lui attribue les croyances et les désirs qui sont rationnels pour lui. Sur cette base, on prédit son comportement. Le système est un « système intentionnel » si la plupart de ces prédictions sont couronnées de succès et s'il n’y a aucune autre méthode de prédiction qui connaisse le même succès.
Au contraire de la stratégie de l'interprète, qui implique essentiellement la connaissance du comportement apparent d'un agent dans des situations changeantes, la « stratégie du physicien » (physical stance) consiste à prédire le comportement d'un système sur la base de sa composition physique et à mettre à l’épreuve ces prédictions dans des expériences scientifiques. Quelque chose est un « système physique » si cette méthode de prédiction s’y applique avec succès. Lorsqu'elle est réalisable, il s'agit de la méthode de prédiction et d'explication la plus sûre, mais aussi la plus complexe.
Au niveau intermédiaire, la « stratégie du technicien » (design stance) consiste à prédire le comportement d’un système sur la base de ses propriétés fonctionnelles. C’est cette attitude qu’adopte, par exemple, un utilisateur lambda envers son ordinateur, un cuisinier envers ses ustensiles de cuisine, ou encore un téléspectateur envers sa télécommande. Quand on adopte cette stratégie, on ne s’intéresse pas à la composition physique du système, mais uniquement à sa fonction. Quelque chose est un « système fonctionnel » si cette méthode de prédiction donne, à son égard, des résultats que la stratégie du physicien ne permet pas d’obtenir.

### L'instrumentalisme de Dennett
On peut considérer la philosophie de l'esprit de Dennett comme instrumentaliste parce que la véracité d'une théorie de l'esprit ne dépend selon lui que de son succès de prédiction. Pour Dennett, c’est une condition nécessaire et suffisante pour qu'un système soit intentionnel, qu’on puisse prédire son comportement en adoptant la stratégie de l'interprète – à condition qu’une autre méthode de prédiction ne connaisse pas le même succès. C'est donc par pragmatisme et à défaut d'une autre stratégie prédictive plus sûre que l'on est en droit d'attribuer une intentionnalité (croyances, désirs, rationalité) à un système :
« Tout ce que nous avons affirmé, c'est qu'à l'occasion un système physique peut être tellement complexe, et pourtant si bien organisé, que nous pensons qu'il serait plus pratique, plus favorable à l'explication et pragmatiquement nécessaire pour parvenir à une prévision, de le traiter comme s'il avait des croyances, des désirs et une rationalité. »
On peut, dès lors, appliquer la stratégie de l'interprète à toutes sortes de systèmes – non seulement à des êtres humains, mais encore à des animaux, à des plantes, à des ordinateurs, etc. Mais pour que l'application de cette stratégie soit justifiée, il faut qu'en décrivant ces systèmes comme des manifestations d'une certaine intentionnalité, on fasse des progrès dans la prédiction de leurs comportements.
Selon Dennett, il est dépourvu de sens de se demander si les systèmes auxquels on peut appliquer cette méthode de prédiction avec succès sont « réellement » dans des états intentionnels. Car quelque chose est un système intentionnel uniquement du point de vue d'un interprète qui essaie d’expliquer et de prédire son comportement, c'est-à-dire d'un point de vue extérieur au système en question. Les états intentionnels n'existent donc pas ontologiquement, et il n'y a pas chez Dennett d' « ontologie subjective » des états intentionnels, comme chez John Searle par exemple. Cette position instrumentaliste évite ainsi les problèmes ontologiques de la philosophie de l’esprit, comme celui de la nature des expériences subjectives (les qualia).

### Une solution alternative au «matérialisme cartésien»

#### Le modèle du «théâtre cartésien»
La conception cartésienne d'un sujet désincarné continue encore à influencer, selon Dennett, notre représentation de la conscience et de nous-mêmes, bien que le dualisme des substances en tant que doctrine métaphysique a été largement abandonné. Le principal descendant actuel de cette conception cartésienne de la vie mentale est ce que Dennett appelle le modèle du « théâtre cartésien » de l'esprit. Cette conception de la vie mentale tend à caractériser l'expérience consciente comme un point de vue unifié fonctionnant à la manière d'une sorte de spectateur désincarné. C'est cette conception qui est au cœur de la théorie computationnelle de l'esprit telle qu'elle a été formulée par Jerry Fodor en particulier. Cette théorie reposerait sur une double croyance héritée du cartésianisme : la croyance en l'existence dans le cerveau d'un lieu unique et unifié où arriverait l'information et d'où partiraient les décisions ; la croyance en l'existence de représentations mentales qui redoubleraient en quelque sorte l'information au niveau de la conscience. Nos représentations se donneraient ainsi comme en spectacle sur une scène située dans le cerveau. Dennett critique sévèrement cette interprétation de la conscience :
« L'idée qu'il existerait un centre spécial dans le cerveau est la plus mauvaise et la plus tenace de toutes les idées qui empoisonnent nos modes de pensée au sujet de la conscience. »
Par sa critique du théâtre cartésien, Dennett vise à détourner les philosophes et les scientifiques de l'influence persistante de la philosophie de Descartes. Depuis Descartes, la plupart des philosophes cherchent à comprendre la subjectivité, pour ainsi dire, de l'intérieur. Ils commencent par ce qu'ils croient être l'évidence incorruptible de l'expérience subjective, et de là ils essaient de définir la nature de la conscience. Or, si nous acceptons le postulat élémentaire suivant lequel le cerveau est le principal organe de la vie mentale, cette conception de la vie mentale est incorrecte, car il n'existe pas dans le cerveau de Soi ou d' « homoncule » qui serait comme le chef responsable de toutes nos paroles et de toutes nos actions, de même qu'il n'existe pas dans le cerveau de scène ou de point ultime pouvant être identifié comme étant le lieu de la conscience.
Dennett appelle « matérialisme cartésien » la croyance en l'existence d'un tel lieu dans le cerveau, « car c'est la conception à laquelle vous êtes conduits lorsque vous abandonnez le dualisme de Descartes mais pas l'image d'un Théâtre central (mais matériel) où "tout se réunit" ». C'est une croyance fausse car il n'existe pas de point unique dans le cerveau vers lequel toutes les informations seraient canalisées, comme le soutient, notamment, Jerry Fodor.

#### Le modèle des «versions multiples»
Dennett propose alors une conception alternative du fonctionnement de l'esprit : le modèle des « versions multiples ». Ce modèle établit que toute activité mentale est réalisée par une multitude de processus cognitifs se réalisant en parallèle sans qu'ils aient à converger vers un centre de traitement de l'information :
« […] à partir du moment où une « observation » particulière d'un trait quelconque a été faite par une portion spécialisée et localisée du cerveau, le contenu de l'information ainsi fixé n'a pas besoin d'être envoyé à un autre endroit pour être rediscriminé par un quelconque « discriminateur » en chef. »
Alors que nous avons tendance à supposer que les processus mentaux doivent alimenter, quelque part, un centre de traitement final à l'intérieur duquel le cerveau pourrait rassembler les résultats des nombreux sous-processus à un niveau plus ou moins conscient, le modèle dennettien des versions multiples se passe complètement de cette étape de traitement final. Pour Dennett, chaque sous-processus neuronal est déjà un événement mental.
La théorie des versions multiples est censée dépasser le fait largement reconnu suivant lequel la cognition est divisée en de multiples courants de traitement de l'information dans le cerveau. Dennett s'intéresse en effet aux conséquences philosophiques induites par la reconnaissance qu'il n'y a pas de point central vers lequel convergent tous ces courants. L'une de ces conséquences est qu'il n'y a personne à qui les informations sont finalement envoyées pour être redoublées sous forme de représentations. Dennett a ainsi développé des arguments et certaines expériences de pensée afin de montrer qu'il n'existe pas vraiment de « moi », ni d' « intériorité » où se logerait ma prétendue subjectivité. Le moi conscient ne serait au mieux qu'un regroupement momentané de fonctions reliées parfois par un récit.

### Les mécanismes de l'esprit
Comme Alan Turing l'avait montré avec sa machine universelle, l'intelligence peut être décomposée en une série de tâches pouvant être réalisées par une simple machine. Les processus qui se déroulent dans le cerveau sont autant de mécanismes réalisés par de petites machines, astucieusement élaborées par la sélection naturelle pour faire leur travail, sans qu'aucun spectateur dans le théâtre cartésien ne les supervise ou en ait même connaissance. Ces petites machines accomplissent un ensemble de processus de discrimination de l'information qui produisent, à la longue, un flux d'éléments de conscience. Ce flux est instable et correspond aux quelques moments où les processus mentaux se combinent pour former un sentiment de conscience pleine et achevée. C'est alors par une illusion rétrospective que nous attribuons à tous nos actes mentaux l'idée qu'ils sont coordonnés par une conscience unique.

## Critiques et objections

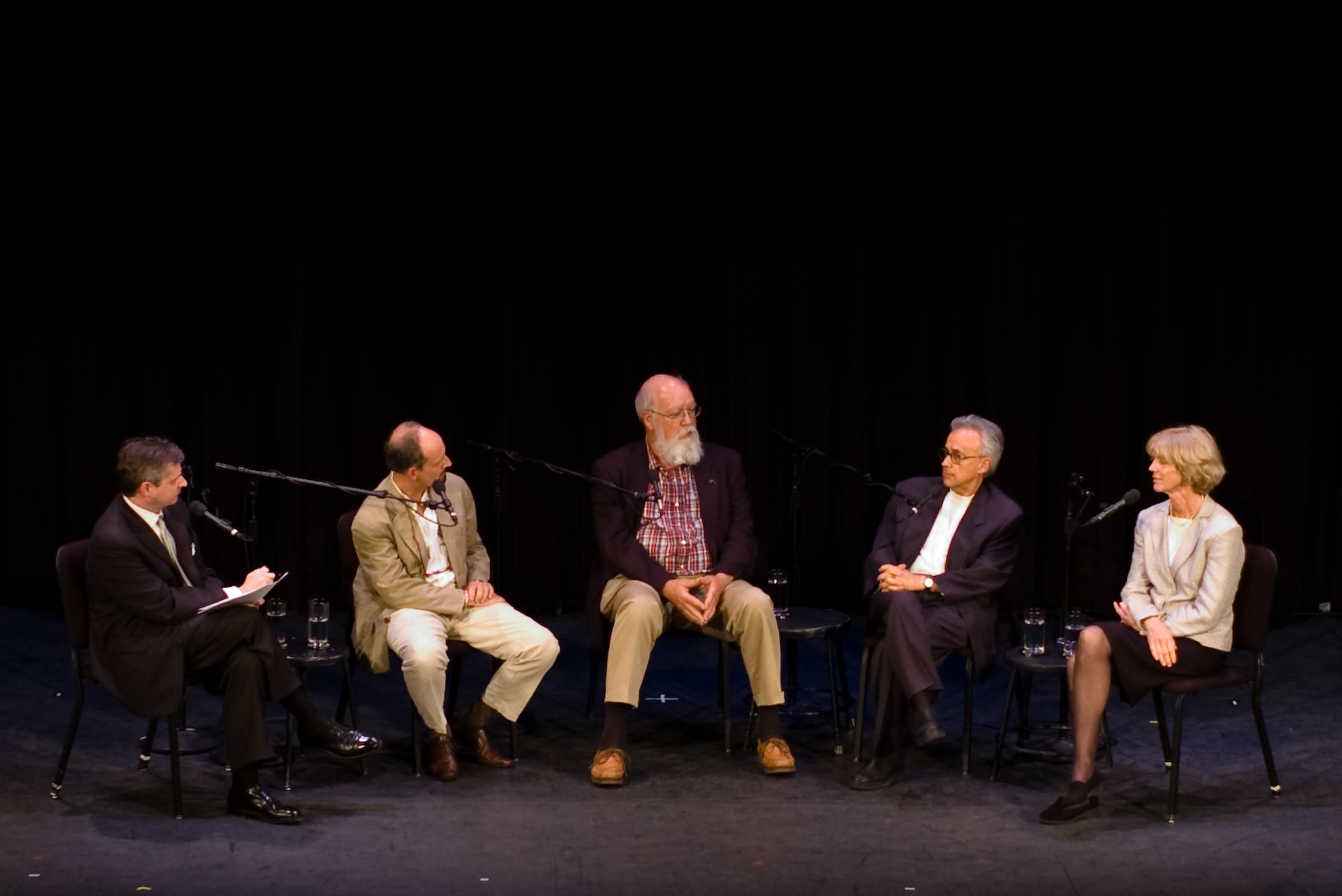
De gauche à droite, Jon Meacham de Newsweek (modérateur), Marc Hauser, Daniel Dennett, Antonio Damasio et Patricia Churchland, lors du World Science Festival de 2008.

Selon certains philosophes, notamment John Searle la présentation que donne Dennett de phénomènes comme la conscience ou le libre arbitre exclut les propriétés déterminantes de ces notions, telles que la subjectivité ou l'aspect qualitatif des expériences conscientes. Il perdrait ainsi son temps à parler de robots et de biologie évolutionniste là où il devrait plutôt aborder le problème difficile de la conscience. Pour Searle, Dennett s'intéresse à autre chose que de ce dont il dit traiter lorsqu'il théorise sur la conscience ou le libre arbitre :
« Des différents livres qui sont discutés ici, le livre de Dennett (La Conscience expliquée) est unique, en ce qu'il ne fait aucune contribution au problème de la conscience, mais nie plutôt, d'emblée, l'existence d'un tel problème. Dennett, comme disait Kierkegaard dans un autre contexte, garde les formes, tout en leur ôtant le sens. Il garde le vocabulaire de la conscience, tout en niant son existence».
Un autre type de critiques vise plus particulièrement sa théorie des systèmes intentionnels. D'après cette théorie, un changement de perspective chez l'interprète semble changer le jugement quant à ce qui peut être ou non considéré comme un système intentionnel. Or, nous ne voudrions certainement pas qu'un système perde ce caractère d'intentionnalité selon qui l'observe, par exemple que nous le perdions nous-mêmes parce que des êtres super-intelligents seraient capables de prédire notre comportement en s'en passant, ou qu'on l'attribue à un système simple comme un thermostat même s'il peut être utile dans certaines circonstances de faire comme s'il déclenchait une chaudière parce qu'il « croyait » que la température est trop basse et qu'il « désirait » que la température atteigne 20 °C.
D'autres philosophes (Jerry Fodor, Fred Dretske parmi d'autres) soutiennent que si la psychologie populaire se révèle si utile, c'est certainement parce qu'elle doit se référer à quelque chose de réel dans l'esprit/cerveau de la personne ou de l'animal considéré. Contre Dennett, ils estiment que le pouvoir prédictif et explicatif des états mentaux ne peut être compris si on ne les considère que comme le résultat de l'interprétation d'un observateur extérieur. C'est seulement en tant qu'ils sont des causes internes du comportement humain ou animal que notre connaissance de ces états doit nous permettre de le prédire ou de l'expliquer. Pour ces penseurs, la psychologie populaire est donc justifiée non pas seulement pour des raisons pratiques mais aussi parce qu'elle dévoile les causes internes véritables du comportement.

## Publications

### Monographies
- (en) Daniel Dennett, Content and Consciousness, New York - Londres, International Library of Philosophy and Scientific Method, Humanities Press-Routledege & Kegan Paul, 1969.
- (en) Daniel Dennett, Brainstorms: Philosophical Essays on Mind and Psychology, Bradford Books, 1978.
- Daniel Dennett, Vues de l'esprit : fantaisies et réflexions sur l'être et l'âme, Paris, Inter-Editions, 1987.
- (en) Daniel Dennett, Elbow Room: The Varieties of Free Will Worth Wanting, Cambridge (Mass.), The MIT Press, 1984.
- Daniel Dennett (trad. Pascal Engel), La Stratégie de l'interprète, Paris, Gallimard, 1990.
- Daniel Dennett (trad. Pascal Engel), La Conscience expliquée, Paris, Odile Jacob, 1993.
- Daniel Dennett (trad. Pascal Engel), Darwin est-il dangereux ?, Paris, Odile Jacob, 2000.
- Daniel Dennett (trad. Alexandre Abensour), La diversité des esprits, Paris, Hachette, 1998.
- Daniel Dennett, Brainchildren : Essays on Designing Minds, Cambridge (Mass.), The MIT Press, Bradford Books, 1998.
- Daniel Dennett (trad. Christian Cler), Une théorie évolutionniste de la liberté, Paris, Odile Jacob, 2004.
- Daniel Dennett (trad. Claude Pichevin), De beaux rêves : obstacles philosophiques à une science de la conscience, Paris, Gallimard, 2008.
- (en) Intuition Pumps and Other Tools for Thinking, W. W. Norton, 2013 (ISBN 0-393-08206-7)